# Uezd del Kurdistan
Il cosiddetto Kurdistan rosso (Krasniy Kurdistan, in russo Красный Курдистан?; in curdo Kurdistana Sor‎; in azero Qizil Kürdüstan) era un progetto di Lenin, che realizzò prima della sua morte: la creazione di una regione autonoma per i curdi che vivevano in Azerbaigian e Armenia.
Lenin stava aiutando le nazioni minoritarie a non essere spinte nell'oppressione e oppresse dallo sciovinismo delle nazioni più popolose.
I luoghi in cui vivevano i curdi erano in se stessi luoghi in cui i curdi non emigravano.
Le città di Lachin, Qubadlı, Kelbajar ed altre furono ricomprese in questa entrità territoriale.
Il Kurdistan rosso, provincia curda nominalmente autonoma, incastrata tra Armenia sovietica e Azerbaijan sovietico, può essere definita come la prima entità curda etnicamente definita.
Vi si stampava un giornale (Kurmanji) e disponeva di scuole in lingua curda.
Il suo scopo era fungere da faro della rivoluzione socialista per i curdi nel Medio Oriente.
Ritenendo che la presenza di tale entità autonoma potesse incoraggiare processi controrivoluzionari e fosse di ostacolo alle relazioni con la Turchia e l'Iran, ma anche su loro richiesta, Stalin decise nel 1930 di sciogliere il Kurdistan rosso, che nel frattempo da uezd si era trasformato in okrug, la popolazione curda della regione, che difese il suo territorio autonomo, fu uccisa o esiliata.

## Uezd del Kurdistan
Lo Uezd del Kurdistan (Kurdistanskij Uezd, in russo Курдистанский Уезд?; in curdo Kurdistan Qeza‎; in azero Kürdüstan Qəzası), conosciuto anche come Kurdistan rosso, era un'entità territoriale amministrativa sovietica, creata dai bolscevichi ed esistita per sei anni: dal 7 luglio 1923 all'8 aprile 1929.

## Okrug Autonomo del Kurdistan
Fu brevemente sostituita dall'Okrug Autonomo del Kurdistan (Kurdistanskij Avtonomnyj Okrug, in russo Курдистанский Автоно́мный Округ?; in curdo Herêma Xweser a Kurdistanê‎; in azero Kürdüstan Kürdüstan Muxtar Vilayəti), dal 30 maggio al 23 luglio del 1930, inglobando anche i territori del Distretto di Zəngilan e del Distretto di Cəbrayıl.

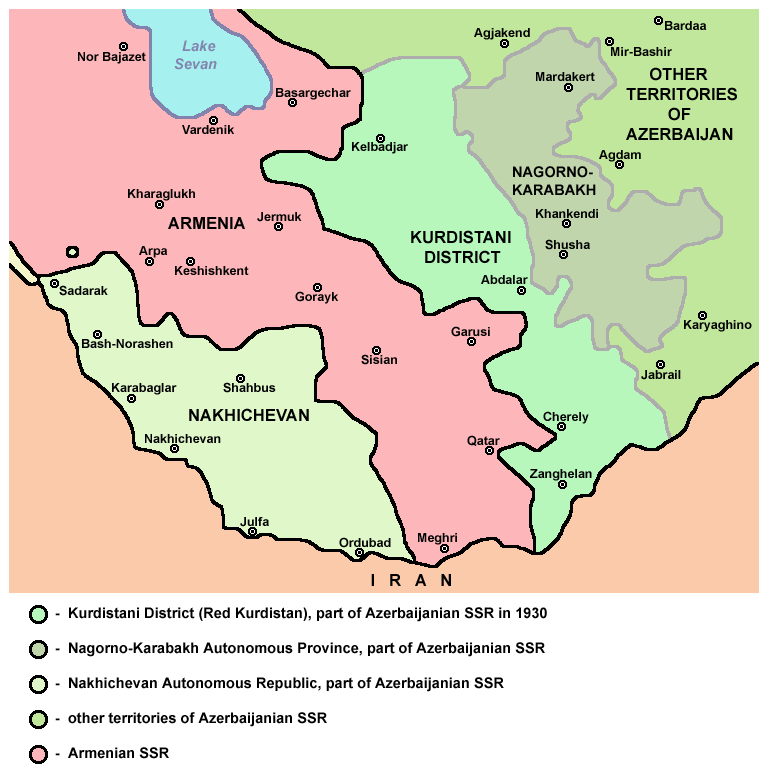
Il Kurdistanskij Avtonomnyj Okrug (1930-1930)

Esso si estendeva in quello che poi diventerà il distretto di Laçın, ricompreso nella RSS Azera e, dopo la prima guerra del Nagorno Karabakh nella repubblica di Artsakh.
In seguito le autorità della RSS Azera attuarono una politica di immigrazione forzata di azeri nel distretto al fine di abbassare la percentuale etnica curda che era superiore al 70%.
Molti curdi vennero deportati in Kazakistan.

## Repubblica curda di Lachin
Il 20 maggio 1992, dopo la cattura di Laçın da parte delle forze armene durante la prima guerra del Nagorno Karabakh, fu dichiarata in Armenia, da un gruppo di curdi guidati da Wekîl Mustafayev, la Repubblica curda di Lachin (in curdo Komara Kurdî ya Laçînê‎; in azero Laçın Kürd Respublikası), ma questo tentativo di ristabilire un'entità territoriale autonoma curda non ebbe buon esito, finendo il 22 maggio 1992.